# Hotel Concordia
L'hotel Concordia è uno storico albergo situato nel centro di Crotone in via Silvio Messinetti.

## Storia
(Norman Douglas, Vecchia Calabria)
Fondato intorno al 1880, si trova al primo piano di uno stabile edificato sopra i portici della città, unici in Calabria, realizzati nell'ambito delle prime trasformazioni urbanistiche post-unitarie della città. È considerato il primo hotel costruito a Crotone e si contraddistingue per l’insegna originaria Hotel et Restaurant Concordia, che richiama il gusto europeo dell’epoca.
Nel corso della sua storia l'hotel Concordia ha accolto numerosi personaggi illustri, consolidando il suo ruolo di punto di riferimento per i viaggiatori dell'epoca del Grand Tour. Tra gli ospiti più celebri figurano: l'archeologo francese François Lenormant (1881) e lo scrittore francese Paul Bourget (1890); gli scrittori britannici George Gissing (1897) e Norman Douglas (1905 e 1911), autori rispettivamente di celebri opere di viaggio come Sulla riva dello Jonio e Vecchia Calabria; infine, i britannici Edward Hutton e H. V. Morton (entrambi nel 1915) e lo statunitense Henry James Forman (1927). L'albergo è stato menzionato in importanti guide dell'epoca come il Murray’s Handbooks for Travellers e la Baedeker per l’Italia Meridionale, grazie alla sua vicinanza ai siti archeologici della Magna Grecia e alla sua posizione strategica nel cuore della città.
Dopo un periodo di abbandono, l’hotel è stato restaurato negli anni '50 del Novecento dalla famiglia Pezziniti, che ne ha mantenuto intatta l’atmosfera storica.
Il 22 giugno 2002 è stata posta una targa commemorativa dal Rotary Club di Crotone all’ingresso dell’albergo per ricordare gli ospiti illustri e il medico crotonese Riccardo Sculco, che curò George Gissing durante la sua permanenza.